# Szomszédság (erdélyi szászok)

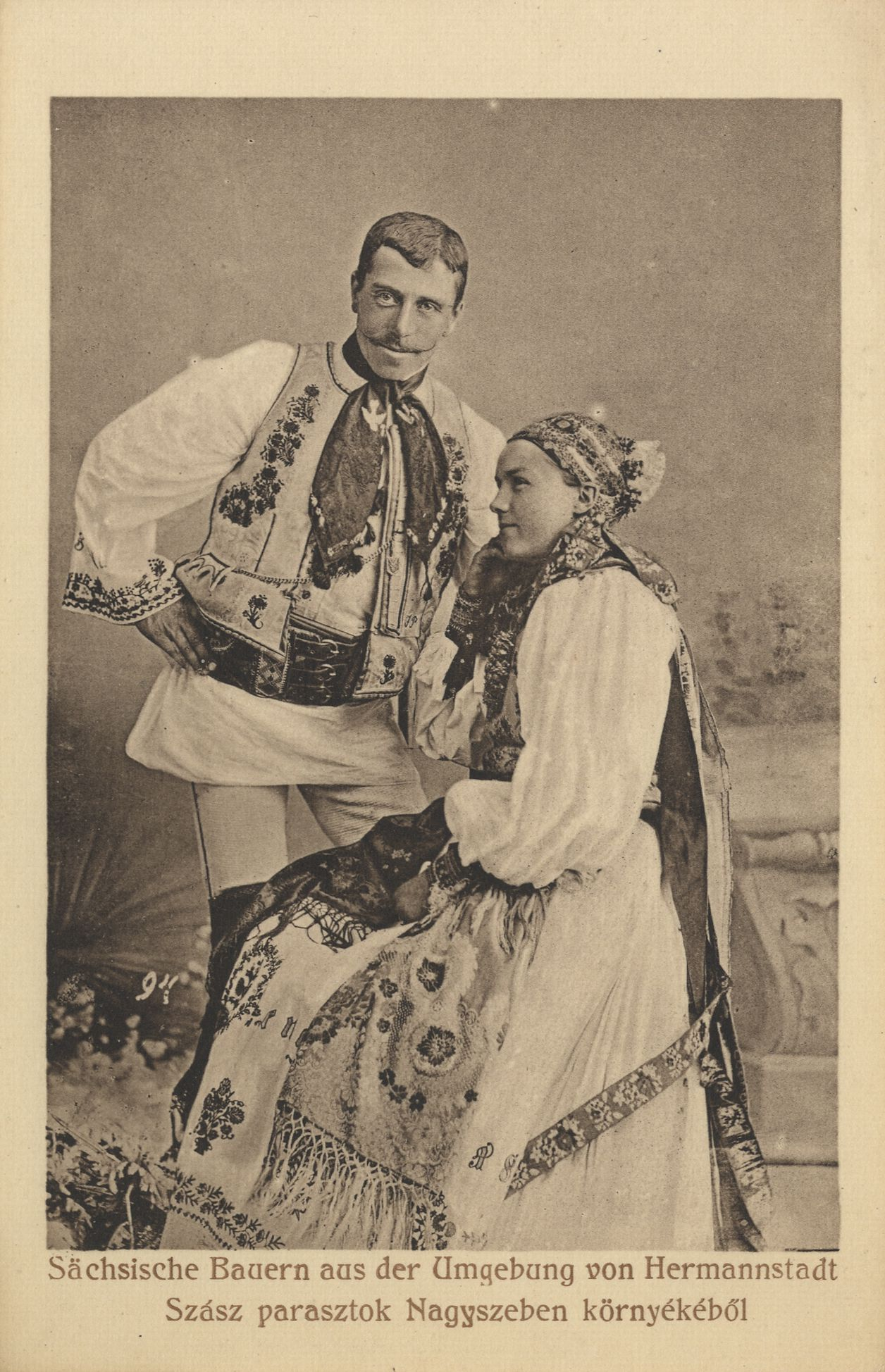
Erdélyi szászok

A szász szomszédságok (németül: Nachbarschaften, románul: vecinătăți) az erdélyi szászok sajátos önszerveződési formái. Lényegük, hogy több háztartás egy közösséget alkot, melynek tagjai egymással együttműködnek és egymást támogatják. A jogok, kötelességek, és társadalmi normák meghatározása mellett hagyomány-, identitás-, és értékrend-őrző szerepet is betöltenek.
Stephan Ludwig Roth meghatározása szerint „azt a területileg meghatározott testvéri közösséget nevezzük szomszédságnak, melynek tagjai egy kútból isznak, éjszaka egymás biztonsága és csendje fölött őrséget állnak, közösen építik föl a családi házaikat, betegség és sorscsapás idején rokonként viselkednek, és egyszer egyazon ravatalon nyugszanak.”

## Történet
A szomszédság fogalma egyes kutatók szerint ősi germán eredetű, de mindenképpen még a szászok Erdélyben való 13. századi letelepedése előtti időkből származik. A letelepedés után egyházi testvériségek és céhes egyletek hatására a szomszédság szerepe fokozatosan kiegészült a kölcsönös segítségnyújtás fogalmával, a rendszeres vallásgyakorlással kapcsolatos utasítással, a vezetőséggel és tagfelvétellel foglalkozó tételekkel. A szomszédságok különösen időtállónak bizonyultak, ugyanis a Közép-Európa egyéb területeire jellemző feudális rendszer Erdélyben nem bontotta meg a szabad közösségi szervezettséget.
Írott források először a 16. században szólnak a szászoknak ez a fajta intézményéről: 1526-ban Segesváron, 1533-ban Brassóban, 1563-ban Nagyszebenben említenek szomszédságokat. A 17. században a szomszédságok fokozatosan a lutheránus egyház hatása alá kerültek, szabályzataikban kiemelkedő helyet kap az egyházi értékrend őrzése. A 18. században a városi szomszédságok a magisztrátus befolyásának rendelődtek alá, ám a falusiak végig megőrizték viszonylagos függetlenségüket.
A 18. század végén a királyföldi szász települések etnikai homogenitása apránként megszűnt. Osztrák utasításra a szomszédságok lazítottak a felvételi követelményeken, más nemzetiségű és vallású személyeket is maguk közé fogadtak. A 19. század második felében fokozatosan felszámolták a szászok kiváltságjogait, és a szomszédságok elveszítették közjogi jellegüket és funkcióikat. A második világháború után megfogyatkozott, szétszóródott az erdélyi szász falvak lakossága; a megmaradt Nachbarschaft-oknak csak csoportszervező, identitás-őrző szerepük maradt fenn, és legfontosabb szerepük a szülőföldjükhöz ragaszkodó, ittmaradt szászok tisztességes eltemetése volt.

## A szomszédság szerveződése

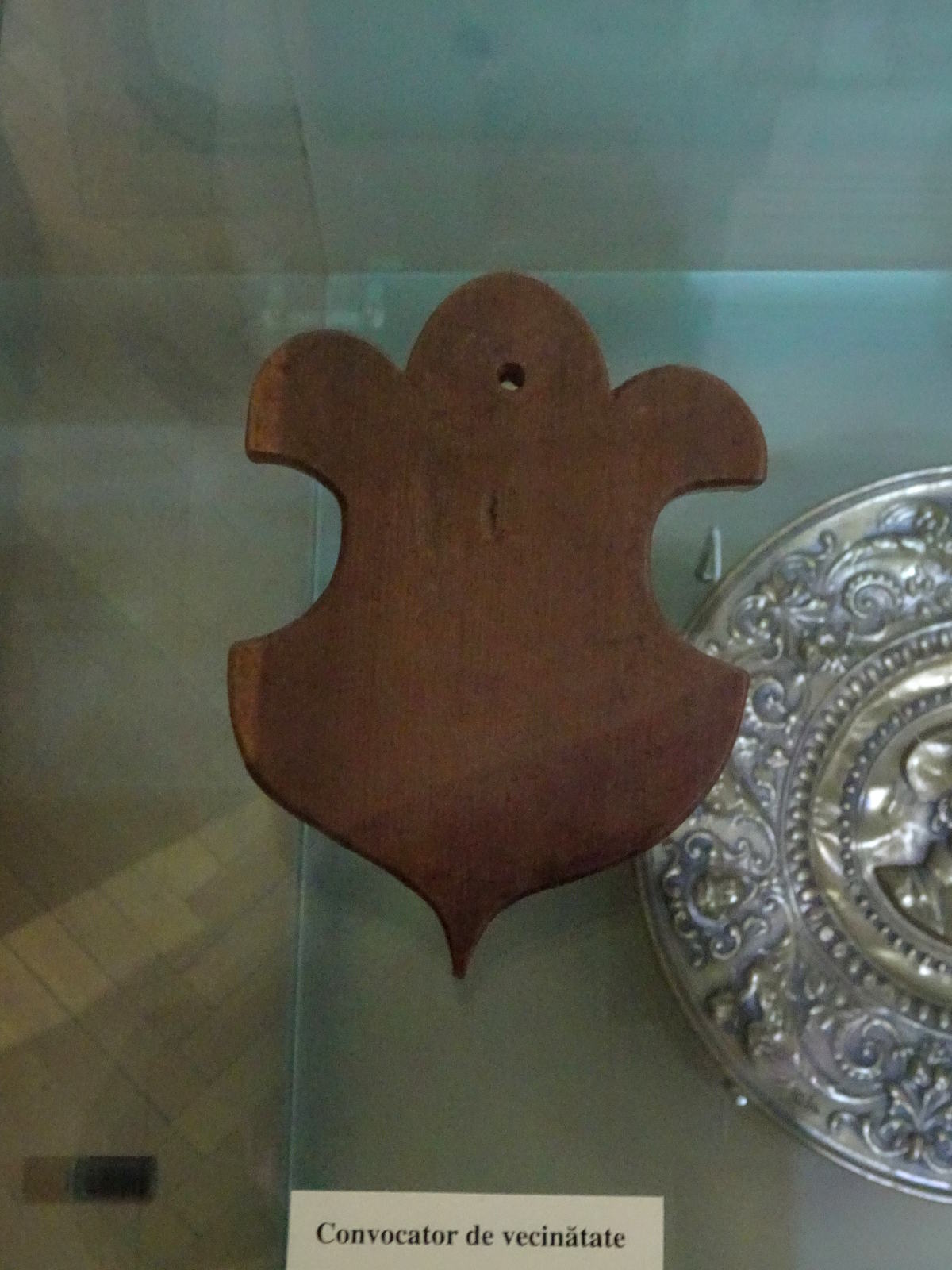
Szomszédságjelvény, melyet az összehívásnál használtak

Egy szomszédság 15–60 (leggyakrabban 20–30) háztartást tömörített. Ez jelenthetett egy falut, egy falurészt, vagy városon néhány utcát, esetleg egy nagyobb utca egy részét. A háztartások számának jelentős növekedése vagy csökkenése esetén a felosztást újra elvégezték. Nagyvároson a szomszédságok részben beleolvadtak a céhes szervezetekbe, különösen akkor, ha az azonos foglalkozású mesterek ugyanazon a környéken laktak.
A szomszédságok tagjai a háztartások vezetői voltak, ők képviselték egész háztartásukat. A férfiak csak házasság után kérhették felvételüket, és csak akkor, ha saját gazdaságot (városon házat) birtokoltak, és német származásúak és lutheránus vallásúak voltak. Új tagok felvételére a farsang végén szervezett évi közgyűlésen (Richttag) került sor, melyet lakoma és napokig tartó táncmulatság követett. A szász szomszédságok zártak és homogének voltak, és az elöljárók megakadályozták, hogy más etnikumú vagy vallású emberek házat vásároljanak és letelepedjenek területükön. Nők nem lehettek a szomszédság tagjai.
A szomszédságon belül mindenki egyenlő volt, és mindenki egy szavazattal rendelkezett a vitás ügyek eldöntésekor. Élükön két szomszédságatya (Nachbarväter) állt: egy idős és egy fiatal; őket általában a közösség választotta meg két vagy négy évre, ritkábban rotációval jelölték ki. Ezenfelül létezett a vének tanácsa (Altschaft), mely a legidősebb tagokból állt.

## A szomszédság működése

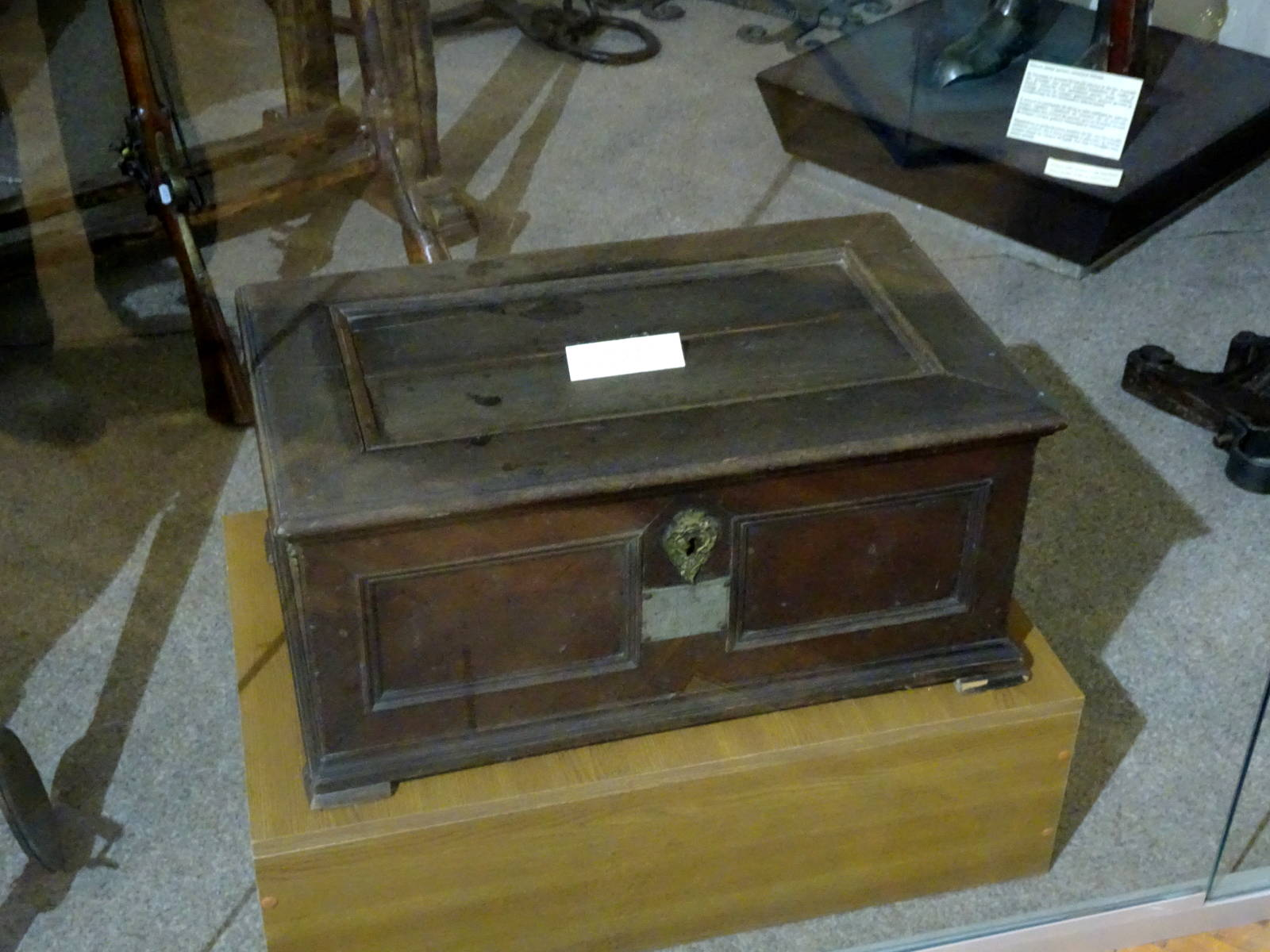
Szomszédságláda, melyben az okmányokat tartották

A szomszédság egy nagy családként működött, melyben mindenkinek megvoltak a jogai és kötelességei. Az alapötlet a kölcsönös segítség volt: egymást segítették a mezei munkákban és a házak építésében (ilyen szempontból a Nachbarschaft hasonlóságot mutat a székelyföldi kaláka intézményével), az utcák és kutak tisztán tartásában, a közbiztonság megőrzésében, az esküvők és temetések szervezésében, a tűzvédelemben. A fiatal házasoknak segítséget nyújtottak a házépítésben; a beteg embereket ápolták, földjeiket megművelték; a károsultakat, szegényeket felmentették a közterhek alól.
A társaság életét szabályzatok kormányozták, melyek hűen tükrözték a szászok értékrendjét, és meghatározták a tagok jogait, kötelességeit, és az elöljárók hatáskörét. A szomszédságatyák teendői közé tartozott a különböző munkák megszervezése, a feladatok elosztása, a rend fenntartása, a közösség tagjainak és hagyományainak megvédése. A szabályok ellen vétő tagokra bírságot róttak ki; súlyosabb vétségekért a vétkest kizárták a társaságból, és a helység elhagyására kényszerítették.
A szomszédság működését és szabályzatát természetesen a világi és egyházi hatalmak is befolyásolták. A szomszédságatyák tartották a kapcsolatot a falu vagy város elöljárójával (Hann) és a lelkésszel, és ők továbbították a rendeleteket a közösség felé – például mozgósították a tagokat az utak, hidak javítására, a földek művelésére. Megjegyzendő, hogy a szomszédságatyák a felülről jövő rendeleteket mindig a helyi értékrend és hagyományok függvényében fogadták el és alkalmazták.

## Testvériségek
A szász településeken a még nem házas fiatal fiúk és lányok úgynevezett testvériségekbe (Bruderschaften illetve Schwesternschaften) tömörültek. Ezeket a közösségeket is szigorú szabályok kormányozták; mindenkinek megvoltak a jogai és kötelességei, a szabályok és hagyományok ellen vétőket pedig megbüntették. A két közösség vezetője az Altknecht illetve az Altmagd volt, akiket évente választottak a legidősebb tagok közül.
A fiatalok konfirmálásuk után lettek a testvériségek tagjai, házasságuk után pedig otthagyták azt, és a Nachbarschaft kötelékébe léptek.